# 1973 na rádio
Nesta página encontrará referências aos acontecimentos directamente relacionados com a rádio ocorridos durante o ano de 1973.

## Eventos
- Fundação da rádio carioca JB FM

## Nascimentos
| Data            | Nome             | Profissão                     | Nacionalidade | Observações | Ref |
| --------------- | ---------------- | ----------------------------- | ------------- | ----------- | --- |
| 23 de fevereiro | Wellington Muniz | humorista (rádio e televisão) | Brasil        |             |     |

## Mortes
| Data | Nome | Profissão | Nacionalidade | Observações | Ref |
| ---- | ---- | --------- | ------------- | ----------- | --- |